# Mestre Piticaia
Mestre Piticaia (Cachoeira do Arari, 1940 - 22 de fevereiro de 2023), nascido Benedito Gama de Miranda, foi um mestre da cultura popular, fundador do Boi Ponta de Ouro, em Cachoeira do Arari, na Ilha de Marajó, no Pará.

## Biografia
Benedito Gama de Miranda nasceu na comunidade de Caracará (conhecida como “Atola”), no município de Cachoeira do Arari, na Ilha de Marajó, no Pará, por volta do ano de 1940. Passou a viver na sede de Cachoeira do Arari na década de 1960. Na juventude, ele trabalhou como empregado de fazenda.
Sua primeira participação em uma brincadeira de boi foi representando um índio, no boi de Raimundo Bernardo. Quando tinha 20 anos de idade, Benedito fundou o Boi Ponta de Ouro, um grupo de Bumba meu boi, manifestação cultural tradicional, que ocorre com maior frequência nas regiões Norte e Nordeste do Brasil. Seu Boi Ponta de Ouro cantava sobre o cotidiano, as histórias e as belezas do território de Cachoeira do Arari. Alguns anos após a fundação, passou a ser chamado Aliança de Ouro, depois carregava o nome do mestre: "Boi do Piticaia". “Mina de Ouro” e, mais recentemente, “Encantado”. As várias mudanças de nome ocorrem porque a cada "matança do boi" (outra festa tradicional local), ele renasce com um novo nome (de acordo com a vontade do amo do boi).

É um boi que resiste em Cachoeira e que serve de referência para as toadas que tocamos lá. O ritmo do boi em Cachoeira é mais rápido do que o que fazemos em Belém.

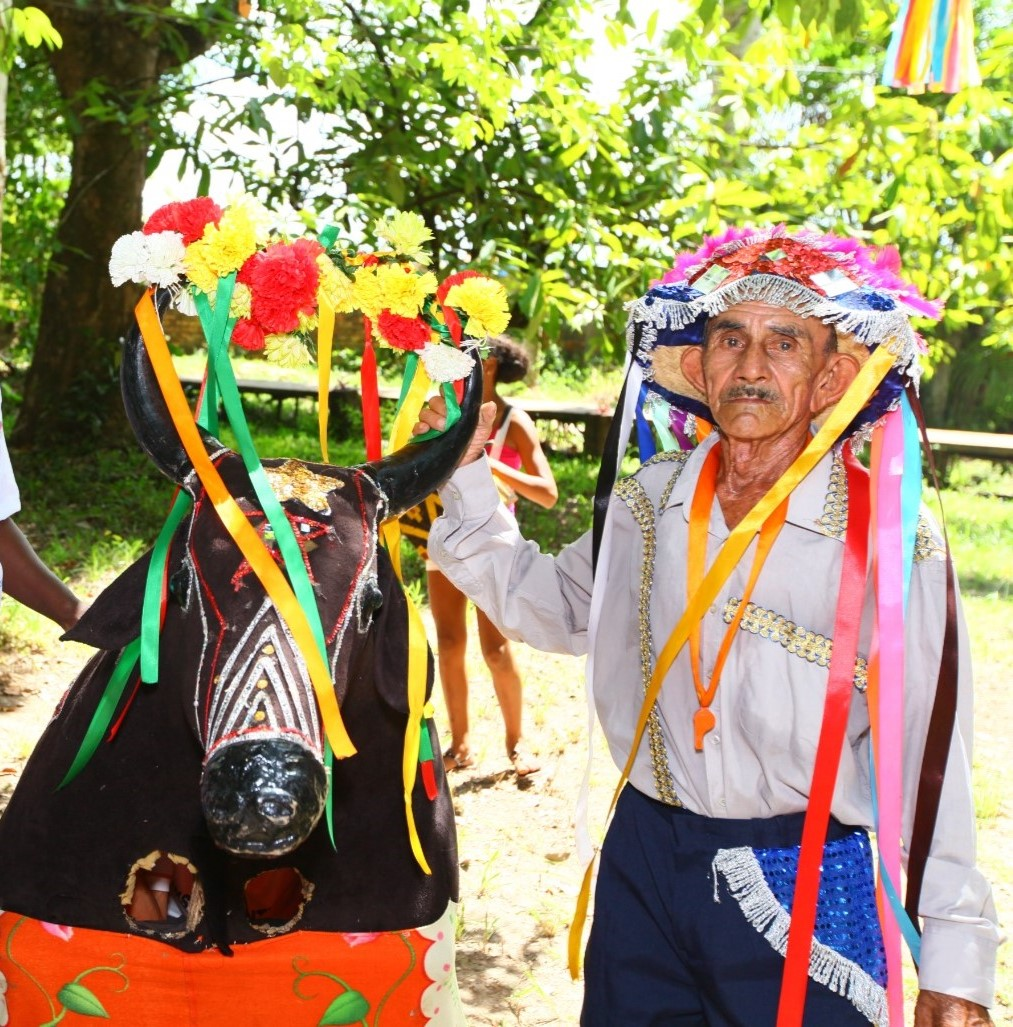
Mestre Piticaia e seu Boi Ponta de Ouro. Foto de Guto Nunes.

Mais conhecido como Mestre Piticaia, adotou as "Caixas Quadradas" em seus cortejos. O instrumento virou sua marca registrada. Ele as construía ao lado de outros integrantes do boi; e, nos últimos tempos, alguns instrumentos e adereços confeccionados durante as oficinas do Cordão do Galo eram doados para ele.
Ele era um dos convidados recorrentes nos eventos culturais regionais que tinham boi-bumbá na programação. Suas últimas apresentações foram no Festival Marajoara de Cultura Amazônica de 2022.

## Vida pessoal
Mestre Piticaia teve 6 filhos.

Por muito tempo, morou em uma área de lixão. Embora morasse em uma casa simples quando faleceu, esteve em situação de insegurança alimentar ao longo da praticamente toda sua vida. Com o salário mínimo que recebia por seu trabalho como vigilante do matadouro municipal, sustentava filhos e netos.